# Ріттерсдорф (Тюрингія)
Ріттерсдорф (нім. Rittersdorf) — громада в Німеччині, розташована в землі Тюрингія. Входить до складу району Ваймарер-Ланд. Складова частина об'єднання громад Краніхфельд.
Площа — 8,76 км2. Населення становить 272 ос. (станом на 31 грудня 2021).

## Галерея

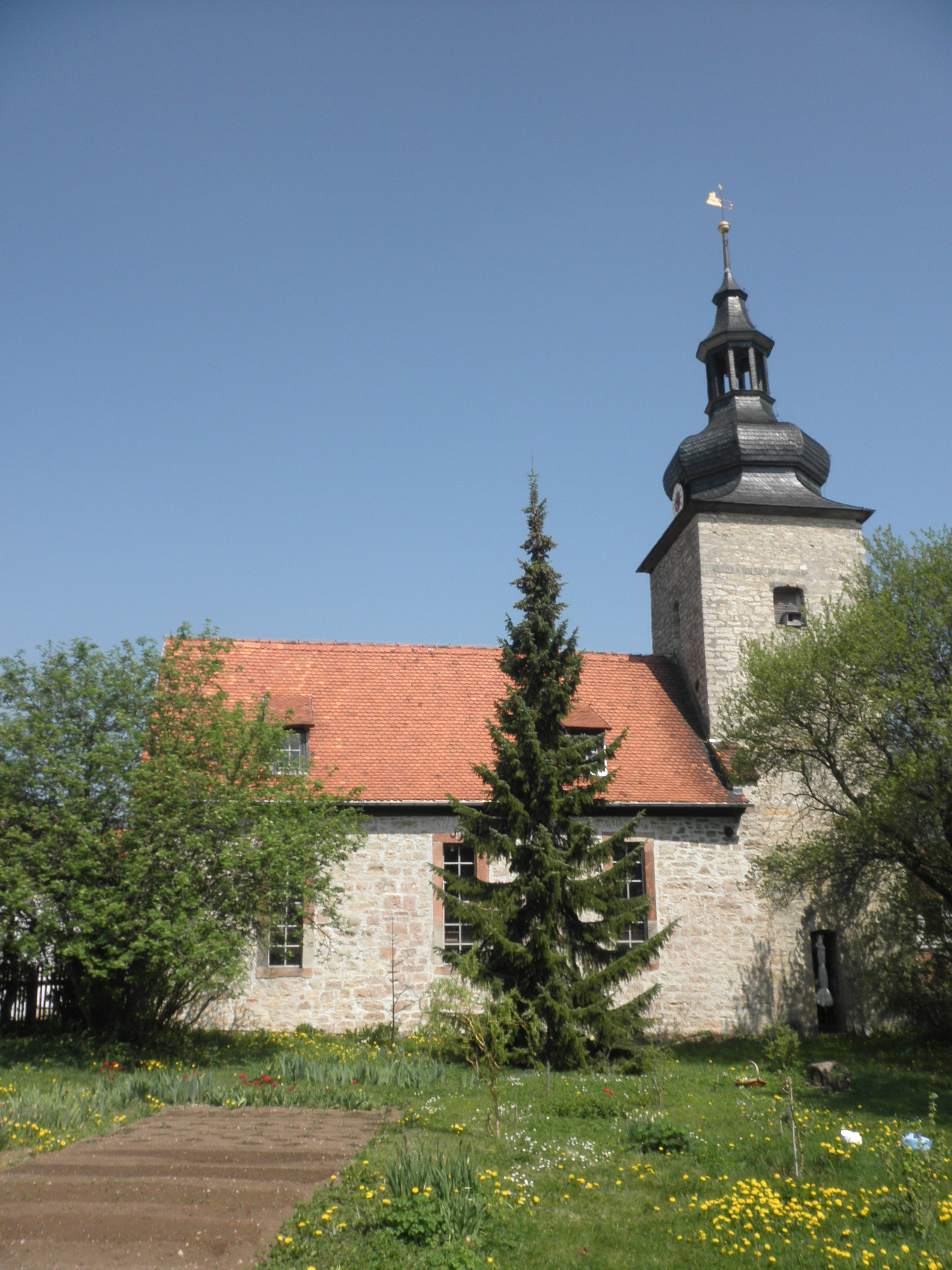